# Laura Gómez Ropiñón
Pour les articles homonymes, voir Laura Gómez.
Laura Gómez Ropiñón (née le 19 avril 1984 à Valence (Espagne)) est une judoka espagnole classée dans la catégorie des –52 kg. Elle a remporté une médaille de bronze lors des Championnats d'Europe de judo 2013.

## Palmarès
| Championnats d'Europe de judo | Championnats d'Europe de judo | Championnats d'Europe de judo | Championnats d'Europe de judo |
| Année                         | Lieu                          | Médaille                      | Catégorie                     |
| ----------------------------- | ----------------------------- | ----------------------------- | ----------------------------- |
| 2013                          | Budapest ( Hongrie)           | Médaille de bronze            | –52 kg                        |